# Killing Mrs. Tingle
Killing Mrs. Tingle (originaltitel: Teaching Mrs. Tingle) är en amerikansk ungdomsfilm/svart komedifilm/thrillerfilm från 1999. Filmen är skriven och regisserad av Kevin Williamson, som med denna film gjorde regidebut. Medverkande skådespelare är bland andra Helen Mirren, Katie Holmes, Marisa Coughlan, Barry Watson och Jeffrey Tambor. Kevin Williamson skrev manus till filmen, strax innan han började arbeta med Scream och Dawsons Creek.
Filmen hade biopremiär i USA den 20 augusti 1999, samt i Sverige den 3 december samma år. I ett flertal länder (inklusive USA) ändrades filmtiteln till Teaching Mrs. Tingle efter händelserna vid skolmassakern på Columbine High School våren 1999. I Sverige samt Italien är titeln Killing Mrs. Tingle.

## Handling
Filmens handling kretsar kring de tre sistaårseleverna Leigh Ann Watson, Luke Churner och Jo Lynn Jordan, som en vecka före sin high school-examen försöker bevisa sin oskuld för historieläraren Mrs. Tingle, som har anklagat dem för att ha fuskat på sina examensprov. Allt går dock inte som planerat, och trion binder fast Mrs. Tingle hemma i sin säng, för att sedan utöva utpressning mot henne. Det slutar med att Mrs. Tingle (som har tagit sig loss från sin säng) får sparken från Grandsboro High, sedan hon av misstag har råkat avfyra ett armborst mot sin favoritelev Trudie Tucker. Tucker överlever armborstskottet.

## Rollista (i urval)
| Helen Mirren       | – Mrs. Tingle                    |
| Katie Holmes       | – Leigh Ann Watson               |
| Jeffrey Tambor     | – Richard "Spanky" Wenchell      |
| Barry Watson       | – Luke Churner                   |
| Marisa Coughlan    | – Jo Lynn Jordan                 |
| Liz Stauber        | – Trudie Tucker                  |
| Michael McKean     | – Rektor Potter                  |
| Lesley Ann Warren  | – Mrs. Faye Watson (okrediterad) |
| Molly Ringwald     | – Miss Banks                     |
| Vivica A. Fox      | – Miss Gold                      |
| John Patrick White | – Brian Berry                    |